# Palura implexata
Palura implexata là một loài bướm đêm trong họ Noctuidae.